# 堀井亮佑
堀井亮佑（1982年—）是世嘉公司所屬的遊戲開發者以及作詞家。

## 略歷
早稻田大學政治經濟學系畢業。2006年4月加入世嘉後，被提攜到『人中之龍2』的製作團隊，以後就負責歷代『人中之龍』系列的開發工作。自熱血動作開始，一邊負責戰鬥的動作演出，一邊也催生了卡拉OK，按摩，創造格鬥家!等充滿特色的小遊戲。特別是系列作中最有人氣的「卡拉OK」中，主角在旁邊熱情打拍子到樂曲作詞，舞蹈等全都由他親自負責。
在『人中之龍5 夢 實踐者』中就任主要企畫的職位，並負責以新要素「別傳戲劇」為遊戲中心。以後，一邊負責支線任務以及娛樂場所等全體的遊戲設計，同時也產生出「別傳戲劇」「神室町 金錢之島」「蒼天堀 風化之島」等新要素。
2016-2018年，堀井亮佑患癌，現已康復。這也為2023年為《人中之龍8》加入桐生一馬的抗癌故事原因之一。
在『人中之龍 極2』中，除了「新・風化之島」等新要素，還擔任真島吾朗的追加故事的編劇・導演以及同作音響監督等工作。
2021年，伴隨人中之龍工作室移轉新體制，也因此就任人中之龍系列的首席導演。並且也發表由他擔任「人中之龍8」導演。
另外，2021年利用公司的副業制度，另外以作詞家身分開始活動。在聲優・歌手的今井麻美的專輯「Balancing Journey」收錄的「Rainbow Light」中，以作詞家身分出道。

## 関連作品
- 人中之龍2（PS2）
- 人中之龍 登場!（PS3）
- 人中之龍3（PS3）
- 人中之龍4 傳說的繼承者（PS3）
- 二元領域（PS3，Xbox 360）
- 人中之龍5 夢 實踐者（PS3）-主要企劃
- 人中之龍 維新！（PS4，PS3）-主要企劃
- 人中之龍0 誓言的場所（PS4，PS3）-主要企劃
- 人中之龍 極（PS4，PS3）
- 人中之龍6 生命詩篇。（PS4）-主要企劃
- 人中之龍 極2（PS4）-真島篇 編劇・演出
- 人中北斗（PS4)
- 人中之龍7 光與闇的去向（PS4）-導演
- 人中之龍8　-導演

## 作詞

### 『人中之龍』系列（除了特筆以外，全都是娛樂場所「卡拉OK」內的插入曲）
- きっとChange myself
- summer memories
- Shooting Star
- サタデーナイト☆ラヴァー
- 指の行方
- MachineGun Kiss
- 乙女色my life
- rain drops
- 神室純恋歌
- GET TO THE TOP!
- KONNANじゃないっ!
- loneliness loop
- キミハイルカラ
- ばかみたい
- ring
- Rouge of Love
- 意地桜
- さむらい音頭
- 故郷に錦を飾るべし
- 阿修羅小町
- はらぺこ日和
- 吹雪小唄（日本舞蹈BGM）
- JUDGEMENT-審判-
- 24時間シンデレラ
- ×3シャイン
- 刹那の人魚姫〜Heart break mermaid〜
- 恋のディスコ・クイーン（迪斯可BGM）
- TONIGHT-restart from this night-
- 本日はダイヤモンド
- hands
- Like A Butterfly
- BRAN-NEW STAGE
- Y字ロード
- 絶望頂プライド
- 幸せならいいや
- 真島建設社歌（新・幫派創造者插入曲）
- Receive You -North Star-（「人中北斗」主題曲）
- 悪魔の地獄鍋
- 夢見た姿へ
- harukaze
- ばかだろう
- Honolulu City Lights
- 36.5°Cの太陽
- As Long As You Are Happy

### 樂曲提供
- 今井麻美「Rainbow Light」

## 備註
- 在「人中之龍.com （页面存档备份，存于）」網站中發布的「神室町廣播站 （页面存档备份，存于）」中客串演出時，表示自己自身極度喜歡卡拉OK，自己拿手的歌曲有4000首以上，然後還整理成歌單。還會課以自己每年1次在ヒトカラ中唱上100首歌曲的試練[7]。現在拿手的歌曲超過7500首。
- 除了是曾在系列作中配音演出的聲優平野綾的粉絲外。另外也是樂團BUCK-TICK以及日本職棒球隊橫濱DeNA海灣之星的大粉絲，還會在部落格以及Twitter中發表相關聯的貼文[1]。
- 自己作詞的人中之龍樂曲，有被好幾部系列作品CD化，第一次是『人中之龍 OF THE END』中，作為預約特典，同捆推出集結本作卡拉OK樂曲的精選CD「龍之歌 人中之龍KARAOKE BEST SELECTION」[8]，第二次在『人中之龍5 夢 實踐者』中，作為預約特典，同捆推出集結本作卡拉OK樂曲的精選CD「龍之歌 人中之龍5 THE BEST SONGS SELECTION]]」[9]。第三次則是『人中之龍 維新!』中，作為預約特典，同捆推出包含本作卡拉OK樂曲的「人中之龍系列精選原聲帶」[10]。第四次，伴隨系列作主角桐生一馬最後故事的『人中之龍6 生命詩篇。』的發售，同日也發售收錄至今桐生所有樂曲的精選專輯「桐生精選 -人中之龍 桐生一馬　KARAOKE ALL TIME BEST COLLECTION-」[11]。另外，之後也會發售集結系列作的人氣角色真島吾朗在卡拉OK熱唱的歌曲的精選專輯「真島精選-人中之龍 真島吾郎 KARAOKE ALL TIME BEST COLLECTION-」[12]。
- 與政治人物音喜多駿為大學時代認識的朋友，所以也有以他為原型的角色「音喜多誠」在系列作中登場[13][14]。
- 在《人中之龍5》，當沉默寡言的鈴木太一在計程車內接受交談訓練，車內播放的歌曲是堀井亮佑導唱版《Baka Mitai》的第二段主歌，而這部分沒有任何人在後續作品在卡啦OK 以任何語言版本主唱。

1. 1 2 3 4  . 電ファミニコゲーマー. 2018-08-14  [2019-02-01].[]
2. ↑  . 堀井螺旋. 2012-12-06  [2017-10-27].
3. ↑  . Dojima's Dragon Girl. 2019-03-05  [2024-12-27]. （原始内容存档于2025-01-26） （英语）.
4. ↑  SEGA. . 來自「人中之龍工作室」的公告| 世嘉官網.   [2021-12-22]. （原始内容存档于2024-06-17） （日语）.
5. ↑  . アントレ STYLE MAGAZINE. 2021-05-25  [2021-12-22]. （原始内容存档于2023-09-29）.
6. ↑  . 法米.com.   [2021/11/11]. （原始内容存档于2023-09-29）.
7. ↑  . 堀井螺旋. 2014-03-26  [2015-06-04]. （原始内容存档于2023-09-29）.
8. ↑  . 法米通.com. 2010-12-21  [2017-10-27]. （原始内容存档于2023-09-30）.
9. ↑  . 法米通.com. 2012-09-23  [2017-10-27]. （原始内容存档于2023-09-29）.
10. ↑  . 電撃オンライン. 2013-11-22  [2017-10-27]. （原始内容存档于2021-11-12）.
11. ↑  . 人中之龍.com. 2016-10-28  [2017-10-27]. （原始内容存档于2022-08-15）.
12. ↑  . GAME Watch. 2017-10-24  [2017-10-27]. （原始内容存档于2023-10-07）.
13. ↑  . 堀井螺旋. 2013-06-26  [2015-06-04]. （原始内容存档于2023-04-19）.
14. ↑  . 音喜多駿官方部落格. 2014-03-16  [2019-02-01].

## 外部連結
- 堀井螺旋 （页面存档备份，存于） - 部落格
- 堀井亮佑的X（前Twitter）
- 堀井亮佑的Instagram帳戶